# دهاناشاندرا سينغ
دهاناشاندرا سينغ (3 مارس 1990 في الهند - ) هو لاعب كرة قدم هندي في مركزي الظهير وقلب الدفاع. شارك مع منتخب الهند لكرة القدم. أما مع النوادي، فقد لعب مع نادي تشرتشل براذرز ونادي تشينايين ونادي موهون باغان وUnited SC ‏ ونادي مومباي لكرة القدم ونادي طيران الهند.

## روابط خارجية
- دهاناشاندرا سينغ على موقع قاعدة بيانات كرة القدم.إي يو (الإنجليزية)
- دهاناشاندرا سينغ على موقع ناشيونال فوتبول تيمز (الإنجليزية)
- دهاناشاندرا سينغ على موقع Soccerway.com (الإنجليزية)
- دهاناشاندرا سينغ على موقع عالم كرة القدم.نت (الإنجليزية)